# Кыдырша
Кыдырша  — киргизский род, входивший в родоплеменное подразделении «Ичкилик». Проживает в Ошской и Баткенской области Кыргызстана, а также сопредельных районах Таджикистана, Узбекистана и Китая. Кыдырша составляли значительную часть каратегинских киргизов, где их иногда называют гыдырша.

## Генеалогия
Род делится на 3 ветви:
- Эрдене
- Чындабас
- Чынатан

В разговорной речи используется южнокиргизский диалект.
Название племени восходит к имени его предка Хыдыр-шах и зафиксировано в XVI веке в сочинении Сайф ад-Дин Ахсикенди «Маджму ат-таварих» (Собрание летописей, 16 век). В старину среди Кыдырша было развито ремесло по изготовлению ковров.